# Anaemotettix klishinae
Anaemotettix klishinae är en insektsart som beskrevs av Korolevskaya 1980. Anaemotettix klishinae ingår i släktet Anaemotettix och familjen dvärgstritar. Inga underarter finns listade i Catalogue of Life.